# Engin Altan Düzyatan
Engin Altan Düzyatan (İzmir, 26 juli 1979) is een Turks acteur en presentator. Hij is vooral bekend om zijn rol van Ertuğrul Bey in de televisieserie Diriliş: Ertuğrul.

## Biografie
Düzyatan werd op 26 juli 1979 geboren in Karşıyaka, een district in İzmir. Zijn familie komt oorspronkelijk uit Joegoslavië. Düzyatan begon met acteren in zijn middelbareschooltijd. Hij ging naar de Dokuz Eylül Universiteit om de theateropleiding te volgen. Hij voltooide zijn opleiding en verhuisde naar Istanboel waar hij zijn professionele acteercarrière begon.

## Privé
Op 28 augustus 2014 trouwde hij met de kleindochter van Selim Soydan en Hülya Koçyiğit, Neslişah Alkoçlar. Het echtpaar heeft een zoon, Emir Aras (geboren in 2016) en een dochter, Alara (geboren in 2018).

## Filmografie
- 2001: Ruhsar
- 2001: Bizim Otel
- 2001: Yeditepe İstanbul
- 2002–2004: Koçum Benim
- 2003: Hürrem Sultan
- 2003: Mühürlü Güller
- 2005: Belalı Baldız
- 2005: Beyza'nın Kadınları
- 2005: Kadın Her Zaman Haklıdır
- 2006: Sıla
- 2006: Anna Karenina
- 2007: Sevgili Dünürüm
- 2008: Cesaretin Var Mı Aşka?
- 2009: Bir Bulut Olsam
- 2010: New York'ta Beş Minare
- 2011: Anadolu Kartalları
- 2012: Son
- 2013: Romantik Komedi 2
- 2013: Bu İşte Bir Yalnızlık Var
- 2014-2019: Diriliş: Ertuğrul
- 2016: Ve Panayır Köyden Gider
- 2017: Bilal: Özgürlüğün Sesi
- 2018–2019: 3'te 3 Tarih
- 2019: Kurşun